# Star Jot 55
Star Jot 55 – prototyp polskiego autobusu międzymiastowego, opracowany w 1955 roku przez Zakłady Budowy Nadwozi Samochodowych w Jelczu-Laskowicach.

## Historia modelu
W maju 1955 roku zaprezentowano po raz pierwszy prototyp autobusu międzymiastowego Star Jot 55. Głównym konstruktorem pojazdu był inż. Jerzy Bugajski. Opracowanie dokumentacji technicznej oraz budowa prototypu zajęła załodze ZBNS w Jelczu-Laskowicach cztery miesiące.
Nadwozie typu wagonowego wykonane z profili stalowych łączonych ze sobą poprzez metodę spawania, osadzone zostało na podłużnicowej ramie spawanej wykonanej z blachy tłoczonej zastosowanej w autobusie Star N52 i samochodzie ciężarowym Star 20. Poszycie zewnętrzne nadwozia wykonane zostało z blach stalowych, natomiast środkowa część dachu z płyty pilśniowej. W prawej ścianie bocznej autobusu pomiędzy przednią i tylną osią oraz na zwisie tylnym umieszczone zostały jednoskrzydłowe drzwi prowadzące do wnętrza pojazdu. Wnętrze, przeznaczone do przewozu 37 pasażerów na miejscach siedzących, wykończone zostało lakierowanymi płytami pilśniowymi oraz sklejką. Podłogę w części przedniej wykonano z blachy stalowej, natomiast w tylnej z desek sosnowych pokrytych gumą. Do przewozu bagażu pasażerów przewidziane zostały wewnętrzne półki umieszczone nad oknami bocznymi oraz bagażnik dachowy. Model ten posiadał podpodłogowy schowek na pocztę, umieszczony w tylnej części nadwozia.
Do napędu prototypu wykorzystano 6-cylindrowy rzędowy silnik benzynowy typu S42 o pojemności skokowej 4188 cm³ i maksymalnej mocy 62,5 kW (85 KM). Jednostka ta zblokowana została z 4-biegowa manualną, niesynchronizowaną skrzynią biegów.
Produkcja Stara Jot 55 nie została podjęta. Uznano, że nie ma potrzeby równoczesnego wytwarzania dwóch typów autobusów o podobnej wielkości.